# Inwersja opadów
Inwersja opadów - pas wysokości, w którym następuje zmniejszenie ilości opadów atmosferycznych w górach wraz ze znacznym wzrostem wysokości. 
Zazwyczaj przy podstawie gór ilość opadów rośnie wraz z wysokością, dopiero około 1-2 km powyżej ich podstawy zaczyna ona maleć - jest to związane ze zmniejszającą się ilością pary wodnej w atmosferze. Ten obszar - od lokalnego maksimum - nazywa się inwersją opadową. Istnieją jednak istotne różnice pomiędzy ilością opadów po zawietrznej i nawietrznej stronie gór zwłaszcza dla układów górskich ułożonych z południa na północ. Dla przykładu, opad po zachodniej stronie Gór Skalistych jest znacznie większy niż na wschodniej stronie.
W Polsce inwersja opadowa jest obserwowana wysoko w Tatrach.